# と
と en hiragana ou ト en katakana sont deux kanas, caractères japonais, qui représentent la même more. Ils sont prononcés /to/ et occupent la 20e place de leur syllabaire respectif, entre て et な.

## Origine
L'hiragana と et le katakana ト proviennent, via les man'yōgana, du kanji 止.

## Diacritiques
と et ト peuvent être diacrités pour former ど et ド et représenter le son /do/.

## Romanisation
Selon les systèmes de romanisation Hepburn, Kunrei et Nihon, と et ト se romanisent en « to », ど et ド en « do ».

## Combinaisons
ト et ド peuvent être combinés afin de noter des mots étrangers utilisant des sons qui n'existent pas dans la langue japonaise :
- トゥ : « tu »
- ドゥ : « du »

## Tracé
L'hiragana と s'écrit en un deux traits.
1. Trait vertical.

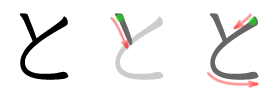
Ordre des traits pour と

2. Boucle ouverte sur la droite, s'appuyant sur la base du trait précédent.

Le katakana ト s'écrit en deux traits.
1. Trait vertical.

Ordre des traits pour ト

2. Trait diagonal, débutant au milieu du trait précédent.

## Représentation informatique
- Unicode[1],[2] :
  - と : U+3068
  - ト : U+30C8
  - ど : U+3069
  - ド : U+30C9